# 아사카 코다이
아사카 코다이(일본어: 浅香 航大, 1992년 8월 24일 ~ )는 일본의 배우이다.
카나가와 현 출신. A-team 소속.

## 출연

### 드라마
- 아름다운 그대에게~미남☆파라다이스~ (2011년 7월 ~ 9월, 후지 TV) - 타카츠키 스바루 역
- 월요 골든 의사·엔죠 지슈 -숲의 도시의 사형수- (2011년 12월 5일, TBS) - 마츠이 슌스케 역
- TOKYO 에어포트~도쿄 공항 관제 보안부~ (2012년 10월 ~ 12월, 후지 TV) - 이다 히로시 역
- 신춘 와이드 시대극 백호대~패하지 않을 자들 (2013년 1월 2일, TV 도쿄) - 이부카 카지노스케 역
- 비브리아 고서당의 사건 수첩 제2·6화 (2013년 1월 21일·2월 18일, 후지 TV) - 니시노 역
- 내일의 빛을 잡고 -2013 여름- (2013년 7월 ~ 8월, 토카이 TV) - 사사키 진 역
- 형사의 눈빛 제3화 (2013년 10월 21일, TBS) - 아리카와 다이키 역
- 연문일화 LETTER5 〈나를 모르는 너에게〉 (2014년 2월 3일, 닛폰 TV) - 마스무라 야스시 역
- 헤이세이 원숭이와 게의 전쟁 (2014년 11월 ~ 12월, WOWOW) - 마지마 토모키 역
- 연속 TV 소설 맛상 (2014년 12월 ~ 2015년 2월, NHK) - 카모이 에이치로 역
  - 스미레의 가출~사랑하는 자식에겐 여행을 시켜라~ (2015년 4월 25일, NHK BS 프리미엄)
- 유감스러운 남편. 제4화 (2015년 2월 4일, 후지 TV)
- 세 마리 아저씨 2 제8화 (2015년 6월 12일, TV 도쿄)
- 영원한 우리 sea side blue (2015년 6월 24일, 닛폰 TV) - 세리자와 료 역
- 목요 미스터리 9 경시청 강행범 히구치 아키라 〈비트〉 (2015년 8월 26일, TV 도쿄) - 에이지 역
- 파열 제1 ~ 4화 (2015년 10월 10일 ~ 31일, NHK) - 세타 노보루 역
- 사랑의 산리쿠 (2016년 2월 ~ 3월, NHK) - 하세쿠라 다이키 역
- 명탐정 캐서린 〈사라진 상속인〉 (2016년 3월 20일, TV 아사히) - 이소자키 다이키 역
- 나의 위험한 아내 (2016년 4월 ~ 6월, 칸사이 TV) - 야부키 유타카 역
- 기적의 인간 (2016년 4월 ~ 6월, NHK BS 프리미엄) - 후쿠치 쇼 역
- 키치죠지만이 살고 싶은 거리입니까? (2016년 10월 ~ , TV 도쿄) - 이사오 역
- 메디컬팀 레이디 다 빈치의 진단 제2화 (2016년 10월 18일, 칸사이 TV) - 미나미노 역
- 스크랩 앤드 빌드 (2016년 12월 17일, NHK)
- 마스야마 초능력사 사무소 (2017년 1월 ~ , 요미우리 TV) - 타카하라 역
- 30살까지 동정이면 마법사가 될 수 있대 (2020년 10월 9일~, TV 도쿄) - 츠게 마사토 역
- 와게몬 ~나가사키 통역 이문~ (2022년 1월 8일~ 29일, NHK)

### 영화
- 키리시마, 동아리 활동 그만둔대 (2012년, 쇼게이트) - 토모히로 역
- 악의 교전 (2012년, 토호) - 나고시 유이치로 역
- 불안의 씨 (2013년, 제쿠)
- 그녀는 거짓말을 너무 사랑해 (2013년, 토호) - 야자키 텟페이 역
- 극장판 제로 (2014년, KADOKAWA) - 아소 타카시 역
- 오성 투어리스트 THE MOVIE ~궁극의 교토 여행, 안내해드리겠습니다!!~ (2015년, 제7회 오키나와 국제 영화제 상영 작품)
- 뇌장 작렬 걸 (2015년, KADOKAWA) - 타시노 준 역
- 배우 카메오카 타쿠지 (2016년, 닛카츠) - 카이즈카 토오루 역
- 벚꽃의 비 (2016년, AMG 엔터테인먼트) - 하루 역
- 서머송 (2016년, 클러스터) - 우에하라 마코토 역
- 태양을 잡아라 (2016년, UNDERDOG FILMS) - 타쿠마 역
- 호박과 마요네즈 (2017년) - 타나카 역
- 마스야마 초능력사 사무소 (스핀오프) (2017년)
- 극장판 돌멘X (2018년)
- 돈가츠 DJ 아게타로 (2020년)
- 프리텐더스 (2021년)

## 서적

### 사진집
- Voyage~아사카 코다이 16세~ (2009년, 스튜디오 워프)